# Вильягра, Педро де
Педро де Вильягра и Мартинес (исп. Pedro de Villagra y Martínez, 1513 — 11 сентября 1577) — испанский конкистадор, губернатор Чили.
Педро де Вильягра родился в 1513 году в Момбельтране, его родителями были Гарсиа де Вильягра и Эльвира Мартинес де Очоа. В 1537 году он покинул Испанию и отправился в Новый Свет. Сначала он прибыл в Картахену-де-Индиас, затем в Санта-Марту, а позднее — в Перу. В 1541 году в составе экспедиции Педро де Вальдивии он прибыл в Чили.
После основания Сантьяго Педро де Вильягра в течение четырёх лет был мэром города; также Вальдивия даровал ему энкомьенду в Тируа. После смерти Вальдивии Педро вернулся в Перу, где женился на Беатрис де Фигероа.
После того, как губернатором Чили был назначен его родственник Франсиско де Вильягра, Педро вновь вернулся в Чили, где принял участие в Арауканской войне, командуя южными силами во время болезни губернатора. В 1556 году он командовал войсками, которые отбросили от Сантьяго войска вождя Лаутаро.
Когда в 1561 году Франсиско де Вильягра вновь стал губернатором Чили, Педро опять стал при нём командующим войсками. Когда Франсиско скончался в июле 1563 года, он оставил Педро в качестве исполняющего обязанности губернатора, а позднее вице-король Диего Лопес де Суньига утвердил его в этой должности. Педро продолжил войну с мапуче и сумел снять осаду с Консепсьона; серия его побед привела к установлению на несколько лет мира между испанцами и индейцами.
После того, как в 1564 году умер вице-король Лопес де Суньига, политическая ситуация для Вильягры ухудшилась. В 1565 году по приказу нового вице-короля Лопе Гарсия де Кастро он передал пост губернатора Чили Родриго де Кирога, а сам был арестован и выслан в Перу, где ему удалось очистить своё имя от обвинений.